# Baia (Tulcea)
Baia é uma comuna romena localizada no distrito de Tulcea, na região de Dobruja. A comuna possui uma área de 198.30 km² e sua população era de 4813 habitantes segundo o censo de 2007.